# 빌헬름 브뤼크너

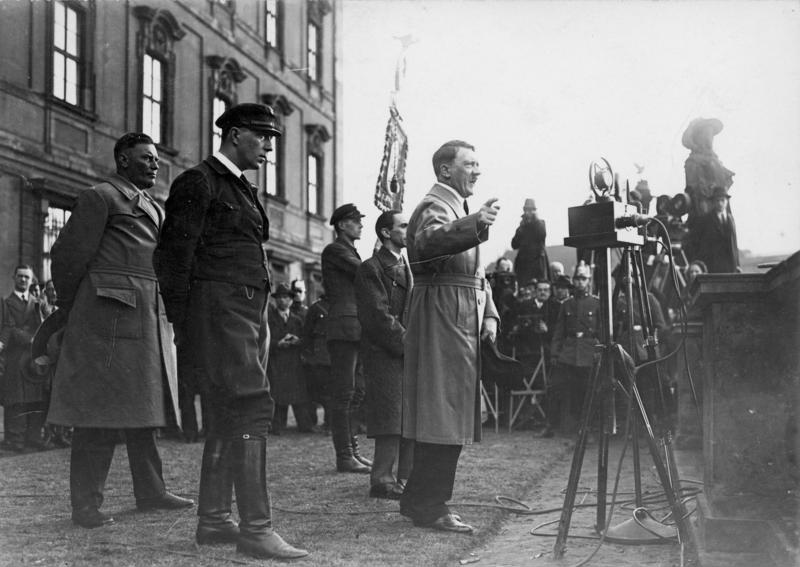

빌헬름 브뤼크너(Wilhelm Brückner, 1884년 12월 11일 ~ 1954년 8월 18일)는 아돌프 히틀러의 부관이자 돌격대 (SA)의 장군으로, 돌격대에서의 최종 계급은 돌격대 대장 (SA-Obergruppenführer) 이었다.

## 생애
브뤼크너는 바덴바덴 출신으로, 대학교에 다니던 시절에 제1차 세계 대전이 터지자, 바이에른 포병 연대에 입대하였다. 군에서 중위까지 승진하였으며, 전후에는 자유군단 에프 (Freikorp Epp) 에 들어가 바이에른 소비에트 공화국의 타도에 참여하였다. 이후에 다시 대학교에 들어가 필름 기술자가 되었고, 1922년 민족사회주의 독일 노동자당 (나치당) 에 입당하였다. 1923년 11월 히틀러의 주도로 일어난 뮌헨 폭동에 뮌헨 돌격대 (SA) 연대의 지휘관으로 참여했으며, 경찰 사법 당국에서 반란 거물로 간주돼, 반란 실패 후 히틀러, 에리히 루덴도르프 장군과 함께 공동 피고인이 되었다. 브뤼크너는 1년 반의 실형을 선고받았으나, 투옥 후 즉시 석방되었다.
나치당의 재건 후 다시 입당했으나, 히틀러와의 의견 불일치로 1925년 당을 떠났다. 하지만 1930년 9월 재입당하고, 히틀러의 부관이 되었으며, 1934년에는 히틀러의 부관장에 임명되었다.
하지만, 일련의 사건으로 이 직위에서 물러났고, 나중에는 육군 대위 (후에 육군 대령까지 승진) 로서 독일 점령 하 프랑스에서 근무하였으며, 전후에는 주유소를 경영하였다. 1954년 헤름스도르프 (Hermsdorf)에서 사망했다.

## 같이 보기
- 자유군단
- 프란츠 폰 에프
- 민족사회주의 독일 노동자당